# Nipholophia chujoi
Nipholophia chujoi är en skalbaggsart som beskrevs av J. Linsley Gressitt 1951. Nipholophia chujoi ingår i släktet Nipholophia och familjen långhorningar.
Artens utbredningsområde är Taiwan. Inga underarter finns listade i Catalogue of Life.